# Vacanze di Natale 2000
Vacanze di Natale 2000 è un film del 1999 diretto da Carlo Vanzina.
Ha un cast molto ricco, che comprende, tra gli altri, la storica coppia formata da Massimo Boldi e Christian De Sica e le attrici straniere Megan Gale, nel ruolo di sé stessa, e Carmen Electra nel ruolo di Esmeralda.

## Trama
L'avvocato Giovanni Covelli trascorrerà le vacanze di Natale a Cortina d'Ampezzo dove ha acquistato uno chalet in cui la moglie organizzerà una grande festa di Capodanno; al suo arrivo però trova una brutta sorpresa: la casa non è ancora finita; ospite dei Covelli sarà la strampalata famiglia Colombo, il cui figlio Marco è fidanzato con la viziatissima Giada Covelli. Nel frattempo anche la numerosa famiglia Esposito passerà le vacanze a Cortina perché Pasquale Esposito ha recentemente vinto 70 miliardi di lire al Superenalotto e ha pagato le vacanze a tutta la famiglia nel lussuoso hotel Bellevue. Anche due squattrinati studenti emiliani, Paolo e Roberto, passeranno qui le festività lavorando come commessi in un negozio per arrotondare; uscito dal turno di lavoro Paolo nota Morena, una giovane parrucchiera, ma al primo approccio la ragazza lo snobba spacciandosi per la nipote della contessa Dal Pozzo, volto noto e habitué di Cortina. I Covelli nel frattempo sono in grave emergenza perché il loro tappezziere di fiducia è in vacanza, ma questi propone di mandargli in sostituzione suo nipote Oscar in tempo per Capodanno.
Roberto, il giovane studente, mentre scia riesce a conoscere la supermodella Megan Gale che però sta girando uno spot, e viene quindi allontanato in malo modo dal fidanzato di lei; intanto arriva a Cortina anche Esmeralda, l'amante cubana di Ettore Colombo, ma l'uomo la intercetta e le confessa di essere sposato suscitando l'ira della ragazza che abbandona casa Covelli. Paolo per far colpo su Morena dice di chiamarsi Barilla e spaccia Roberto per Roberto Gazzoni, figlio del noto  industriale bolognese; Morena allora decide di dare una chance al ragazzo, e presenta a Roberto un'amica per fare un'uscita a quattro. In sauna Pasquale Esposito conosce Megan Gale e la invita a cena insieme alla sua famiglia per una pizza; intanto a casa Covelli arriva Oscar il tappezziere, che ben presto si rivelerà molto improvvisato e maldestro. Paolo e Roberto escono a cena con Morena, che si è spacciata per la nipote della contessa, e l'amica estetista che si spaccia per una marchesa, ma proprio durante la cena incontrano la contessa Dal Pozzo, che conversando con le ragazze rivela la loro vera identità; Morena e l'amica il giorno seguente notano Paolo e Roberto che lavorano nel negozio di abbigliamento e capiscono tutto, quindi Morena, sentitasi presa in giro, decide di reggere il gioco e vendicarsi facendo spendere fino all'ultimo centesimo a Paolo.
Esmeralda conosce casualmente Marco, il figlio del suo ex amante Ettore Colombo e trova un posto di lavoro come ballerina in discoteca, mentre Megan scopre il suo fidanzato baciarsi con un'altra e scappa con Roberto che le offre di dormire nella sua stanza. Passano una “romantica” notte insieme, ma il giorno seguente, Megan si riappacifica con il fidanzato e decide di tornare da lui. La contessa Dal Pozzo inizia a frequentare gli Esposito fingendo simpatia, ma il suo reale scopo è quello di rifilargli a caro prezzo la sua villa in costa Smeralda; Morena intanto mette alle strette Paolo che alla fine deve confessare di essere in realtà un povero studente e lei se ne va indignata. 
La moglie dell'avvocato vuole invitare Megan come ospite d'onore alla festa di Capodanno nel suo chalet, ma mentre Covelli e Colombo sono impegnati a risolvere un disguido con dei mazzi di fiori che non farà arrivare l'invito alla star, il tappezziere Oscar buca col trapano un tubo dell'acqua lasciando la casa senza riscaldamento ad un giorno dalla festa; provvidenzialmente vengono tutti invitati al rifugio completamente affittato dal neo-miliardario Esposito.
Alla festa si incrociano le storie dei vari personaggi e dopo il brindisi di mezzanotte tutti scendono in slitta fino a valle eccetto la contessa, svergognata pubblicamente da Pasquale Esposito che aveva capito la sua falsità, Morena che si rende conto che Paolo è realmente interessato e non la vuole prendere in giro, e Megan, che capisce che il suo fidanzato continuerà a tradirla e così lo lascia per Roberto che bacerà davanti a tutti sul corso principale di Cortina; Marco, che quella sera è stato lasciato da Giada, si fidanzerà con Esmeralda e chiederà come regalo un biglietto per Cuba per andare a trovare la famiglia della ragazza. Il film si conclude con Ettore Colombo e Giovanni Covelli che, dopo aver preso in testa un orologio a cucù, inseguono Oscar.

## Produzione
La location protagonista del film è stata Cortina d'Ampezzo. Fra i principali luoghi di riprese si possono ricordare: 
- l'Hotel Bellevue, l'albergo dove soggiornano Gennaro e i suoi parenti e conoscenti;
- l'Hotel De La Poste (già utilizzato in Vacanze di Natale del 1983), dove Paolo e Roberto attendono le ragazze;
- il rifugio delle Tofane anche questo usato nel film del 1983;
- piazza Roma, dove Ettore e Giovanni rincorrono Oscar;
- il negozio d'abbigliamento Bredo, dove lavorano Paolo e Roberto;
- il salone Liborio, dove lavorano Morena e Lucy;
- la Stazione di Calalzo-Pieve di Cadore-Cortina (già utilizzata in Fantozzi in paradiso), dove Esmeralda scende dal pullman;
- la stazione di servizio nella frazione di Zuel di Sopra, dove si fermano i Colombo a inizio film.

La canzone dei titoli di testa del film è la stessa dei titoli di testa del film Vacanze di Natale del 1983, ovvero Moonlight Shadow di Mike Oldfield. A chiudere il film è invece 50 Special di Lunapop.
Nei titoli di testa appare l'indirizzo web www.vacanzedinatale2000.it oggi non più raggiungibile.

## Distribuzione
Il film è uscito nelle sale Italiane il 17 dicembre 1999.